# Paralinhomoeus dolichocaudatus
Paralinhomoeus dolichocaudatus is een rondwormensoort uit de familie van de Linhomoeidae. De wetenschappelijke naam van de soort is voor het eerst geldig gepubliceerd in 1963 door Gerlach.